# Els Jutges Justos
Els Jutges Justos era una de les taules que formaven part del Políptic de Gant, obra dels pintors flamencs Hubert van Eyck i Jan van Eyck. És una pintura a l'oli sobre taula realitzada cap a 1424- 1432. Mesura 145 cm d'alt i 51 cm d'ample. S'exhibeix a la catedral de Sant Bavó de Gant (Bèlgica).
És el panell de l'extrem inferior esquerre del políptic que, en el seu conjunt, representa les processons de sants que es dirigeixen a adorar l'Anyell Místic. Entre ells hi ha els Jutges, representats amb vestits i tocats de l'època, el que fa pensar que es tracti de persones reals. Destaca el gran realisme amb què estan representats els cavalls.
La nit del 10 d'abril de 1934 les taules d'Els Jutges Justos i la grisalla que hi ha junt amb ell de Sant Joan Baptista varen ser robats. Al cap d'unes setmanes, va aparèixer a l'estació del Nord de Brussel·les la taula de Sant Joan, com a gest de bona voluntat del lladre que va demanar al bisbe de Gant pel plafó frontal un rescat d'un milió de francs belgues; no es varen pagar. El 25 de novembre de 1934 el corredor de borsa Arsene Goedertier va revelar al seu llit de mort que ell era l'únic que sabia on estava amagada aquesta obra mestra, i que s'emportaria el secret a la tomba. Des de llavors, se'l considera com l'autor del robatori tot i que sense cap prova concloent contra ell. Aquest fet va generar tot tipus d'especulacions i rumors, amb diverses persones que han afirmat conèixer el seu parador, però mai no es va recuperar la pintura original i es creu que està destruïda.
El pintor i copista d'Anvers Jef Vanderveken, el 1939, va començar pel seu compte una còpia de l'obra robada. Va fer-ho amb una fusta de roure d'un vell armari que tenia dos segles i fent servir la còpia que Michiel Coxie (1499-1592) havia realitzat per Felip II el 1559. Durant la segona guerra mundial va interrompre el seu treball i el 1945 va iniciar la negociació per a la seva venda amb els responsables de la catedral de Sant Bavó. Vanderveken va demanar 300.000 francs belgues pel seu treball —una suma molt elevada en aquella època— però el consell de l'església no va estar d'acord. Finalment, després de moltes negociacions, s'arribà a un acord l'any 1957 per pagar 75.000 francs l'església i 150.000 francs l'estat belga.
El comportament del copista va aixecar el rumor que la taula era l'original robada i que havia estat repintada per Vanderveken, però una anàlisi radiogràfica el 1986 va demostrar que sota la pintura no hi havia cap altra.
El panell apareix esmentat a la novel·la La Caiguda, d'Albert Camus. El protagonista d'aquest llibre, Jean-Baptiste Clamence, afirma haver trobat la pintura en un bar anomenat «Mexico City», on va ser lliurada per un client a canvi de ginebra.